# 박주미 (1958년)
박주미(朴珠美, 1958년 7월 26일, 부산광역시 동구 범일동 ~ )는 대한민국의 제4대 부산광역시의원이었다.

## 학력
- 범일국민학교 졸업
- 2001 고등학교 졸업학력 검정고시 (합격)
- 2008 한국방송통신대학교 행정학과 졸업

## 경력
- ㈜태화 미싱사 입사
- 1982 ~ 1986 부산교구 가톨릭 노동청년회 회장
- 1989 부산교구 노동사목 창립 멤버
- 2002.07 ~ 2006.06 제4대 부산광역시의회 의원
- 2002.07 ~ 2004.07 제4대 부산광역시의회 전반기 보사환경위원회 위원
- 2002.07 ~ 2004.07 제4대 부산광역시의회 전반기 예산결산특별위원회 위원
- 2003.08 ~ 2003.08 제4대 부산광역시의회 지방분권특별위원회 위원
- 2004.07 ~ 2006.06 제4대 부산광역시의회 후반기 운영위원회 위원
- 2004.07 ~ 2006.06 제4대 부산광역시의회 후반기 보사환경위원회 위원
- 2004.07 ~ 2006.06 제4대 부산광역시의회 후반기 예산결산특별위원회 위원
- 2004.07 ~ 2004.08 제4대 부산광역시의회 부산경제대책특별위원회 위원
- 2007 ~ 부산교구 노동사목 부설 바자움 배움터의 실무를 관장
- 2013.07 ~ 2015.07 정의당 부산시당 초대 공동위원장
- 사회복지연대 공동대표
- 민주노총부산지역본부 자문위원
- (사)부산돌봄사회서비스센터 이사
- 부산지방노동위원회 공익위원
- 아름다운 가게 활동천사
- 부산 생명의 전화상담봉사자
- 2017.07 ~ 2019.07 정의당 부산시당 위원장
- 2019.09 ~ 정의당 부산시당 고문

## 수상
- 2006 민주시민상

## 역대 선거 결과
|  | 10.66% |

|  | 26.86% |

|  | 8.28% |

|  | 2.86% |

|  | 2.07% |